# ルコームリ (ルーシ)
ルコームリ（ロシア語: Лукомль）は、キエフ・ルーシ期にスラー川右岸に存在した都市である（現ベラルーシ・ルコームリとは異なる）。現存しない。

## 概要
ルコームリはスラー川右岸に位置し、ペレヤスラヴリ公国に属した。また沿スーラ川防衛線の一角を担った。史料上の初出は1178年であり、現ウクライナ・ポルタヴァ州オルジツャ地区(ru)ルキムヤ(ru)付近の山に、広大な城址が残されている。この城址に対して複数回の考古学的調査が行われている。それによれば、街の北東には堀と防壁に囲まれた三角形の広場があり、また街の南は堀と二重の防壁に覆われていた。
文化遺跡地層(ru)の厚さは1.8mに及び、発掘された遺物の大部分は11 - 13世紀のものである。
後世の17世紀にはこの都市跡にコサックの要塞が築かれた。また、詩人タラス・シェフチェンコが1846年に言及を残している。